# Orchamoplatus
Orchamoplatus es un género de insectos hemípteros de la familia Aleyrodidae, subfamilia Aleyrodinae. El género fue descrito primero por Russell en 1958.

## Especies
La siguiente es la lista de especies pertenecientes a este género.
- Orchamoplatus caledonicus (Dumbleton, 1956)
- Orchamoplatus calophylli Russell, 1958
- Orchamoplatus citri (Takahashi, 1940)
- Orchamoplatus dentatus (Dumbleton, 1956)
- Orchamoplatus dumbletoni (Cohic, 1959)
- Orchamoplatus incognitus (Dumbleton, 1956)
- Orchamoplatus louiserussellae Martin, 1999
- Orchamoplatus mammaeferus (Quaintance & Baker, 1917)
- Orchamoplatus montanus (Dumbleton, 1956)
- Orchamoplatus niuginii Martin, 1985
- Orchamoplatus noumeae Russell, 1958
- Orchamoplatus perdentatus Dumbleton, 1961
- Orchamoplatus plumensis (Dumbleton, 1956)
- Orchamoplatus porosus (Dumbleton, 1956)